# Doom Eternal
A Doom Eternal egy 2020-as FPS videójáték, amelyet az id Software fejlesztett és a Bethesda Softworks adott ki. A Doom (2016) folytatása és a Doom-sorozat hetedik része. A játék 2020. március 20-án jelent meg PlayStation 4-re, Stadiára, Windowsra és Xbox One-ra, majd Nintendo Switch-re 2020. december 8-án, illetve PlayStation 5 és Xbox Series X/S konzolokra 2021. június 29-én.

## Játékmenet
A játékosok ismét a Doom Slayer szerepébe bújnak, aki FPS-ből harcol a Pokol démoni erői ellen. A játék folytatja elődjének „push-forward”-ra épülő harcrendszert, amely arra ösztönzi a játékost, hogy agresszívan támadja az ellenségeket, hogy életet, lőszert és páncélt szerezzen. A játékos különféle fegyverekhez férhet hozzá, például a Combat Shotgunhoz, Super Shotgunhoz, Heavy Cannonhoz, Rocket Launcherhez, Plasma Rifle-höz, Chaingunhoz, BFG 9000-hez, Ballistához és az Unmaykrhoz. Közelharci fegyverek is használhatók, például a láncfűrész, a „Crucible Blade” energiapenge, a Sentinel Argent Hammer (Hellbreaker) és egy visszahúzható karpenge, a „Doomblade”. A karpenge lehetőséget ad a gyors és brutális „glory kill” kivégzések szélesebb választékára, amelyek extra életerőt adnak. A Super Shotgun most egy „Meat Hook” nevű kiegészítővel van felszerelve, amely beleakaszkodik az ellenségekbe, és magához rántja a játékost, így egy grappling hookként működik, amely harc közben és a pályákon való mozgásnál is hasznos. A Doom Slayer páncélja most már tartalmaz egy vállra szerelt Equipment Launchert, amely gránátokat és jégbombákat képes kilőni. Emellett megtalálható a Flame Belch, egy lángszóró, amely felgyújtja az ellenségeket, így azok páncélt ejtenek el. Végül, ha a játékos a láncfűrésszel öl meg ellenfeleket, lőszert kap jutalmul. Új mozgási mechanikák is bekerültek a játékba, például a falmászás, dash-mozgások és vízszintes rudak, amelyeken a játékos lendületet vehet. Akárcsak elődje, a Doom Eternal is arra ösztönzi a játékost, hogy egyszerű taktikákat alakítson ki. Ahogy a játék egyre nehezebbé válik, a játékosnak stratégiaibb módon kell kihasználnia a harci arénák adottságait és bónuszait. Emellett döntéseket kell hoznia arról, hogy melyik ellenséget kell először kiiktatni, és hogyan mozogjon a csatatéren. A játék kreatív igazgatója, Hugo Martin elmondása szerint kétszer annyi démon szerepel a játékban, mint a 2016-os rebootban. Új ellenségtípusok is megjelennek, például a Marauder és a Doom Hunter, míg másokat, mint a Pain Elemental, Arachnotron és Arch-vile, a korábbi Doom-részekből hoztak vissza. A játékban bemutatkozik egy új rendszer, a „Destructible Demons”, amelynek lényege, hogy az ellenségek teste fokozatosan sérül, ahogy találatokat kapnak. Ezzel a mechanikával bizonyos testrészek megsemmisíthetők, így a démonok elveszítik a képességüket a legerősebb támadásaik használatára. Újdonság a 1-up rendszer is: a játékos zöld sisak alakú extra életeket gyűjthet a pályákon. Ha a Doom Slayer meghal a harcban, nem a legutóbbi ellenőrzőpontnál indul újra, hanem ott éled fel, ahol elbukott, így az akció folyamatos marad. A játék több aszimmetrikus multiplayer módot is tartalmaz, köztük a Battlemode-ot. Ez egy 2v1 PvP többfordulós mérkőzés, ahol két játékos által irányított démon harcol egy teljesen felszerelt Slayer ellen. A megjelenéskor öt játszható démon volt elérhető, amelyeket azóta ingyenes frissítések bővítettek. Jelenleg hat démon választható: Marauder, Mancubus, Pain Elemental, Revenant, Arch-vile és Dread Knight. A démonok a szokásos támadásaikon kívül egy „summoning wheel” nevű képességkerékkel is rendelkeznek, amely négy további képességet kínál. Egy új játékmód, a Horde Mode, 2021. október 26-án jelent meg a 6.66-os frissítés részeként. A játék egyik újdonsága a „Fortress of Doom”, egy központi bázis, amelyet a játékosok a küldetések között látogathatnak meg. Ez a helyszín több szobát tartalmaz, ahol különféle fejlesztések és felszerelések találhatók, azonban ezek zárt ajtók mögött rejtőznek. Emellett a játékosok egy bónusz fegyvert, az Unmaykr-t is feloldhatják, ha teljesítik mind a hat Slayer Gate kihívást.

## Cselekmény
|  | Alább a cselekmény részletei következnek! |

2163-ban, tizennégy évvel a Marson történt események után, a Földet ellepték a démonok, és a bolygó lakosságának 60%-át kiirtották. A Union Aerospace Corporation (UAC) teljesen átalakult egy démoni szektává. Az emberiség megmaradt része vagy elmenekült a Földről, vagy csatlakozott a Armored Response Coalition (ARC) ellenállási mozgalmához. A Doom Slayer, akit korábban Dr. Samuel Hayden elárult, visszatér egy műholdas erőddel, amelyet a VEGA nevű mesterséges intelligencia irányít, hogy felszámolja a démoni inváziót azzal, hogy megöli a Pokolpapokat: Deags Niloxot, Ranakot és Gravet. A papok egy Khan Maykr nevű angyali lényt szolgálnak, aki az emberiség feláldozásával akarja biztosítani saját fajának túlélését. A Slayer a Földre teleportál, és megöli Deag Niloxot, de a Khan Maykr ismeretlen helyekre menekíti a két megmaradt papot. A Slayer megszerzi az égi lokátort az Exultia nevű Sentinel világról, majd a Pokolba utazik, hogy egy száműzött Sentinel, az Áruló (The Betrayer) segítségével egy erőforrást szerezzen. Az Áruló egy tőrt is ad neki, amellyel leszúrhatja fia szívét – akinek testét az apokaliptikus démonná, az Icon of Sinné változtatták. A Slayer megtalálja és megöli Deag Ranakot az arktiszi erődjében. Válaszul a Khan Maykr ismét elrejti Deag Gravet, és felgyorsítja a Föld invázióját. Mivel nem maradt nyom az utolsó Pokolpap hollétéről, VEGA azt javasolja, hogy találják meg Dr. Haydent, aki ismeri a helyzetét. Egy ARC-bázison a Slayer megtalálja Hayden sérült robottestét és a démoni Crucible-t. Miután Hayden elméjét feltöltik az erődbe, elárulja, hogy Deag Grav a Sentinel Prime-on rejtőzik; az egyetlen út oda egy portálon keresztül vezet, amely a Mars magjában található, a Hebeth nevű elveszett városban. A Slayer a Mars holdjára, Phobosra utazik, ahol a BFG 10000 segítségével egy hatalmas lyukat lő a Mars felszínébe, hogy elérje Hebethet. Miután megérkezik a Sentinel Prime-ra, visszaemlékezések tárják fel, hogy a Slayer valójában az eredeti Doomguy. Valamikor a Doom 64 eseményei után a Sentinelek súlyosan sebesült állapotban találtak rá, és a Deagok elé vitték, akik arra kényszerítették, hogy gladiátorként harcoljon az arénájukban. A Doomguy könyörtelensége lenyűgözte a Deagokat, ezért beiktatták őt a Sentinelek közé. A jelenben a Slayer megtalálja és megöli Deag Gravet az arénában. A Khan Maykr ekkor felfedi előtte tervét, miszerint feltámasztja az Icon of Sint, hogy elpusztítsa az emberiséget. A Slayer az Argent D’Nurra, a Sentinel szülőbolygóra utazik, hogy visszaszerezze saját Crucible-jét. További visszaemlékezésekből kiderül, hogy az Argent D’Nur-i csata során egy Seraphim nevű, renegát Maykr természetfeletti képességekkel ruházta fel a Doomguy-t, amikor betette őt a Divinity Machine-be, így átalakítva őt Doom Slayerré. Kiderül, hogy a Khan Maykr alkut kötött a Pokollal az Argent energia előállítása érdekében, amely emberi lelkek tömeges feláldozásával jön létre. Cserébe, hogy világokat biztosít a Pokol inváziójához, a Maykrok részesedést kapnak az így termelt Argent energiából, amely fenntartja saját dimenziójuk, Urdak létezését. A Slayer a Pokol erődjén, Nekravolon keresztül belép Urdakba, és megakadályozza az Icon of Sin ceremóniáját azzal, hogy az Áruló tőrét használva elpusztítja a szívét. A Maykr irányítása alól felszabadulva az Icon of Sin magától felébred és a Földre teleportál. Mivel a dimenziós határ megsemmisült, a démonok megszegik szövetségüket a Maykrokkal, és lerohanják Urdakot. A Slayer megöli a Khan Maykr-t, majd visszatér a Földre, hogy szembeszálljon az Icon of Sinnel. VEGA hátramarad, hogy fenntartsa a portált, és eközben felfedezi, hogy ő valójában az Atya, a Maykr faj teremtőjének elméje. A Slayer végül megöli az Icon of Sint a csatában, ezzel véget vetve a Pokol inváziójának a Földön.
|  | Itt a vége a cselekmény részletezésének! |

## Fejlesztés

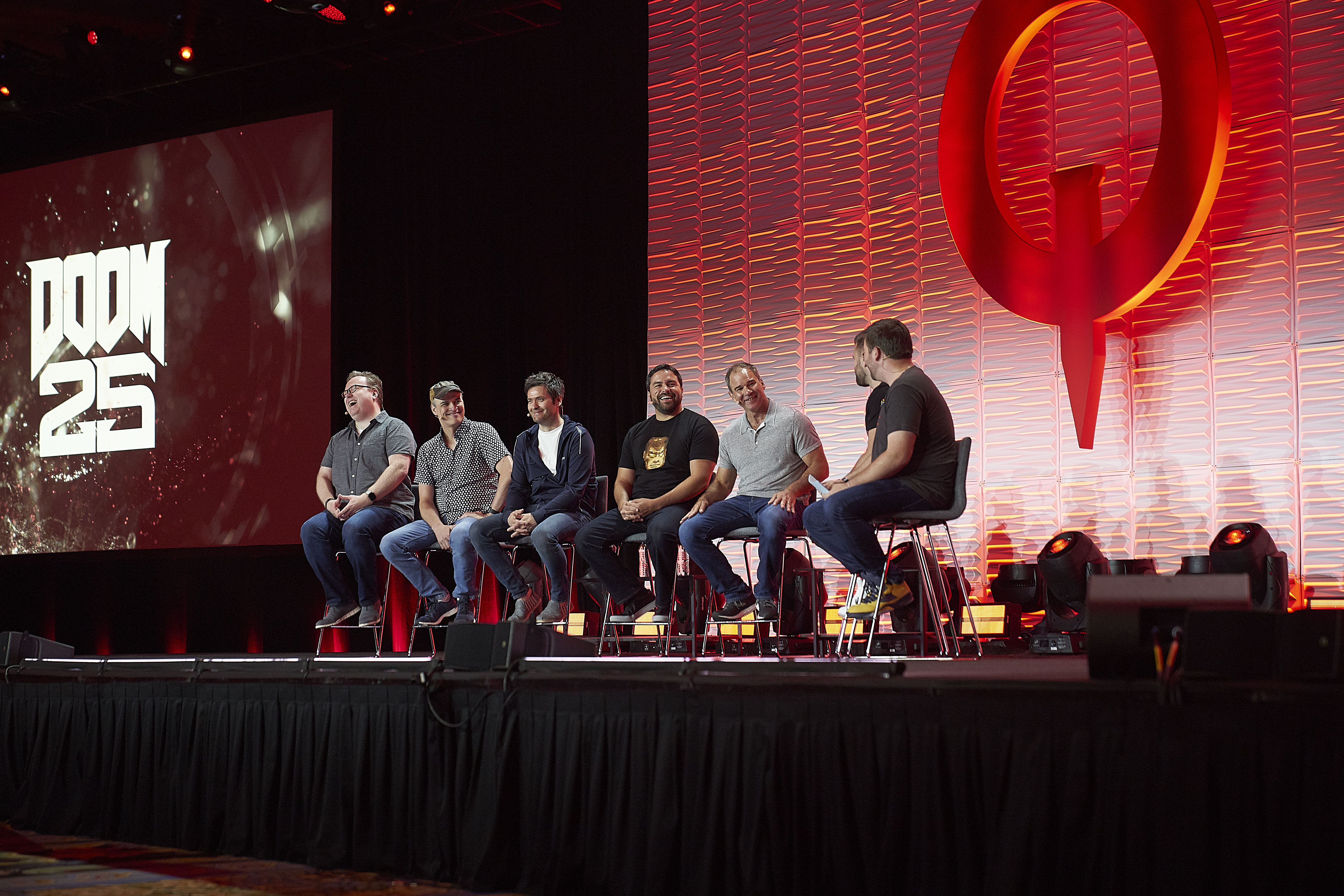
A Doom Eternal a QuakeConon

A Bethesda Softworks, a játékot az E3 2018 során jelentette be, az első játékmenet-felvételeket pedig a QuakeCon 2018-on mutatták be. A játék eredetileg PlayStation 4-re, Nintendo Switch-re, Windowsra és Xbox One-ra lett bejelentve. 2019-ben bejelentették, hogy a Doom Eternal a Google Stadia streaming platformra is megjelenik. A játékot az id Software fejlesztette, míg a Nintendo Switch-verziót a Panic Button készítette. A Doom rendezői, Hugo Martin és Marty Stratton, visszatértek a projekthez: Martin a játék rendezőjeként, míg Stratton ügyvezető producerként dolgozott.

## Letölthető tartalmak a játékhoz
A játék megjelenése előtt bejelentették, hogy az első év során két kampány-kiegészítőt terveznek kiadni. Ezekhez a bővítésekhez a Deluxe Edition megvásárlásával lehet hozzáférni. 2020. május 8-án a játék hivatalos Twitter-fiókján két képernyőképet tettek közzé, amelyek ízelítőt adtak az első történet DLC közelgő jeleneteiből. 2020. augusztus 7-én megjelent az első kampány-DLC első részének előzetes trailere. Az előzetesben felfedték, hogy a két részben megjelenő DLC címe The Ancient Gods lesz, és bejelentették, hogy az első rész teljes trailere 2020. augusztus 27-én, a Gamescom első estéjén kerül bemutatásra. Ebben a trailerben derült ki, hogy az első bővítmény megjelenési dátuma 2020. október 20. lesz. The Ancient Gods: Part One a fő kampány eseményei után közvetlenül folytatja a történetet. Ez egy önálló kiegészítő, amely nem igényli az alapjáték meglétét a futtatáshoz. 2021. március 7-én bejelentették, hogy The Ancient Gods: Part Two DLC előzetes trailere március 15-én jelenik meg. Az első részhez hasonlóan ez is egy önálló kiegészítő, amely nem igényli az alapjátékot. Az előzetes bejelentette, hogy a teljes trailer március 17-én lesz elérhető, amelyben felfedték, hogy a bővítmény megjelenési dátuma március 18.

## Fogadtatás
| Összegzőoldal | Értékelés |
| ------------- | --------- |
| Metacritic    | 88/100    |

| Szerző         | Értékelés |
| -------------- | --------- |
| Destructoid    | 8,5/10    |
| EGM            | 4/5       |
| Game Informer  | 9,25/10   |
| GameSpot       | 8/10      |
| GamesRadar+    | 3,5/5     |
| IGN            | 9/10      |
| Jeuxvideo.com  | 18/20     |
| PC Games       | 9/10      |
| PCGamesN       | 9/10      |
| VG247          | 4/5       |
| VideoGamer.com | 8/10      |

A Doom Eternal a Metacritic értékelésgyűjtő oldal szerint „általában kedvező” értékeléseket kapott. A kritikusok dicsérték a kampányt, a grafikát, a pályatervezést, a harcrendszert, a zenét és az elődjéhez képest tett fejlesztéseket. Ugyanakkor egyesek nem kedvelték a megnövelt hangsúlyt a történetmesélésen és a háttérvilágon, valamint a platformer szekciókat.
Phil Hornshaw, a GameSpot kritikusa 8/10-es értékelést adott a játéknak. Dicsérte a harcrendszert és a platformer elemeket, azonban bírálta a történetet, amelyet „túlzottan komolynak és zavarosnak” nevezett.
Andrew Reiner, a Game Informer kritikusa bírálta a játék többjátékos módját, amelyet „az egész sorozat számára hatalmas visszalépésnek” nevezett. Emellett a rejtvényeket is kritizálta, mondván, hogy nem illenek a játékba. Ugyanakkor dicsérte a harcrendszert, különösen a kibővített arzenált, valamint a játék zenéjét, amelyet „fülbemászónak” nevezett. Összességében 9,25/10-es értékelést adott a játéknak.

## Díjak, elismerések
| Év   | Díj                           | Kategória                      | Eredmények            |
| ---- | ----------------------------- | ------------------------------ | --------------------- |
| 2018 | Golden Joystick Awards        | Legjobban várt játék           | Jelölve               |
| 2019 | Game Critics Awards           | Legjobb PC játék               | Elnyerte              |
| 2019 | Game Critics Awards           | Legjobb akció játék            | Elnyerte              |
| 2020 | The Game Awards               | Az év játéka                   | Jelölve               |
| 2020 | The Game Awards               | Legjobb eredeti zene           | Jelölve               |
| 2020 | The Game Awards               | Legjobb hangdizájn             | Jelölve               |
| 2020 | The Game Awards               | Legjobb akciójáték             | Jelölve               |
| 2020 | The Game Awards               | Játékosok év játéka            | Jelölve               |
| 2020 | The Steam Awards              | Legjobb zenei anyag            | Elnyerte              |
| 2020 | The Steam Awards              | Az év játéka                   | Jelölve               |
| 2021 | British Academy Games Awards  | Legjobb animáció               | Jelölve               |
| 2021 | British Academy Games Awards  | Legjobb technikai teljesítmény | Jelölve               |
| 2021 | D.I.C.E. Awards               | Az év akció játéka             | Jelölve               |
| 2021 | Game Developers Choice Awards | Az év játéka                   | Tiszteletbeli említés |
| 2021 | Game Developers Choice Awards | Legjobb hangdizájn             | Jelölve               |
| 2021 | SXSW Gaming Awards            | Kiemelkedő hangdizájn          | Elnyerte              |
| 2021 | SXSW Gaming Awards            | Az év játéka                   | Jelölve               |
| 2021 | SXSW Gaming Awards            | Kiemelkedő eredeti zene        | Jelölve               |

## Fordítás
Ez a szócikk részben vagy egészben  a   Doom Eternal című angol Wikipédia-szócikk ezen változatának fordításán alapul.  Az eredeti cikk szerkesztőit annak laptörténete sorolja fel. Ez a jelzés csupán a megfogalmazás eredetét és a szerzői jogokat jelzi, nem szolgál a cikkben szereplő információk forrásmegjelöléseként.